# Grosser Rat (Wallis)
Der Grosse Rat des Kantons Wallis (französisch Grand Conseil du canton du Valais) ist das Kantonsparlament des Kantons Wallis.

## Allgemeines
Der Walliser Grosse Rat wurde 1839 geschaffen. Aufgrund der historischen Bedeutung der Zenden im früheren Landrat der Republik Wallis wurde die zenden- bzw. bezirksweise Wahl der Abgeordneten trotz unterschiedlicher Grösse der Wahlkreise beibehalten.
Zwischen 1839 und 1909 kam ein Grossratsmandat auf 1000 Bezirkseinwohner. Dieser Wert wurde bei den Grossratswahlen von 1913 auf 1100 Bewohner angehoben. Die Verkleinerung des Grossrates
auf höchstens 130 Mitglieder erfolgte bei der Wahl von 1953.
In den Jahren 1839 bis 1847 wurden die Grossräte durch Wahlmänner gewählt, die die Gemeinden auf die Wahlversammlung des Zenden abordneten. Auf 100 Einwohner einer Gemeinde kam ein Wahlmann. Zwischen 1847 und 1852 wählten die Bezirkseinwohner ihre Abgeordneten direkt auf der Wahlversammlung. Die Listenwahl wurde 1852 ermöglicht. Die Wahl der Grossräte findet seit 1857 in den Gemeinden statt. Damit wurde die Urnenwahl mit dem Stimmzettel eingeführt. Der Proporz kam 1921 erstmals zur Anwendung.
Die Amtsdauer betrug zunächst zwei Jahre und wurde 1847 auf fünf Jahre verlängert. Seit 1857 beträgt die Legislaturdauer vier Jahre.
Eine Besonderheit ist die gleichzeitige Wahl von Ersatzleuten, den sogenannten Suppleanten. 1847 kam ein Suppleant auf zwei Grossräte. Seit 1852 werden gleich viele Suppleanten wie Grossräte gewählt.
Im Jahr 1986 wurde Monique Paccolat als erste Frau Präsidentin des Walliser Grossen Rates und in den Stuhl der Landeshauptfrau gewählt.

## Wahlkreise
Die vormaligen Wahlkreise, die den Bezirken entsprechen, sind seit 2017 Unterwahlkreise, die einem übergeordneten Wahlkreis angehören. Für die Sitzverteilung massgeblich ist das Listenergebnis auf Wahlkreisebene. Mittels des Verfahrens «doppeltproportionales Zuteilungsverfahren» werden die erhaltenen Sitze auf die Unterwahlkreise verteilt.
Der Staatsrat legt die Zahl der Sitze pro Bezirk jeweils vor der Erneuerungswahl anhand der amtlichen Bevölkerungsstatistik fest.
| Wahlkreis | Unterwahlkreis | 2025 | 2021 | 2017 | 2013 | 2009 | 2005 | 2001 |
| --------- | -------------- | ---- | ---- | ---- | ---- | ---- | ---- | ---- |
| Brig      | Goms           | 2    | 2    | 2    | 2    | 2    | 2    | 3    |
| Brig      | Östlich Raron  | 1    | 1    | 1    | 2    | 2    | 2    | 2    |
| Brig      | Brig           | 11   | 11   | 11   | 12   | 12   | 12   | 12   |
| Visp      | Visp           | 10   | 11   | 11   | 12   | 13   | 13   | 13   |
| Visp      | Westlich Raron | 3    | 3    | 4    | 4    | 4    | 4    | 4    |
| Visp      | Leuk           | 5    | 5    | 5    | 6    | 6    | 6    | 6    |
| Siders    | Siders         | 17   | 17   | 17   | 17   | 18   | 18   | 18   |
| Sitten    | Sitten         | 18   | 18   | 18   | 17   | 17   | 17   | 17   |
| Sitten    | Ering          | 5    | 5    | 5    | 5    | 5    | 5    | 5    |
| Sitten    | Gundis         | 11   | 11   | 11   | 10   | 10   | 10   | 10   |
| Martinach | Martinach      | 18   | 18   | 17   | 16   | 15   | 15   | 15   |
| Martinach | Entremont      | 6    | 6    | 6    | 6    | 6    | 6    | 6    |
| Monthey   | Saint-Maurice  | 6    | 5    | 5    | 5    | 5    | 5    | 5    |
| Monthey   | Monthey        | 17   | 17   | 17   | 16   | 15   | 15   | 14   |

## Parteien – Wahlergebnisse seit 1905

### Sitzverteilung seit 1905
Nachfolgend sind die Sitzverteilungen der Parteien jeweils nach den Grossratswahlen seit 1905 dargestellt.

### Sitzverteilung nach Parteiallianzen
| Sitzverteilung 2025                                                    | Richtung                                              | 2025 | 2021 | 2017 | 2013 | 2009 | 2005 | 2001 | 1997 | 1993 |
| ---------------------------------------------------------------------- | ----------------------------------------------------- | ---- | ---- | ---- | ---- | ---- | ---- | ---- | ---- | ---- |
| Insgesamt 130 Sitze - Linksallianz: 28 - Mitte: 49 - FDP: 27 - SVP: 26 | Mitte-Konservativ-christlichsozial (Centre-Mitte-Neo) | 49   | 48   | 55   | 61   | 68   | 73   | 74   | 71   | 75   |
| Insgesamt 130 Sitze - Linksallianz: 28 - Mitte: 49 - FDP: 27 - SVP: 26 | Freisinnig-liberal (PLR-PRD-PL-FDP)                   | 27   | 27   | 26   | 28   | 28   | 30   | 35   | 38   | 39   |
| Insgesamt 130 Sitze - Linksallianz: 28 - Mitte: 49 - FDP: 27 - SVP: 26 | Linke (PS-SP-PCS-Les Verts-Entremont Autrement)       | 28   | 33   | 26   | 20   | 22   | 21   | 19   | 21   | 16   |
| Insgesamt 130 Sitze - Linksallianz: 28 - Mitte: 49 - FDP: 27 - SVP: 26 | Nationalkonservativ (UDC-SVP-Freie Wähler)            | 26   | 22   | 23   | 21   | 12   | 6    | 2    | 0    | 0    |

### Sitzverteilung nach sprachregionalen Parteien
| | Partei                                          | 2025 | 2021 | 2017 | 2013 | 2009 |
| --- | ----------------------------------------------- | ---- | ---- | ---- | ---- | ---- |
| Französischsprachige ListenInsgesamt 130 Sitze - Verts: 8 - PSVr: 16 - EA: 1 - Centre Vr: 29 - PLRVr: 26 - UDCVr: 18 - (Oberwallis): 32 Deutschsprachige ListenInsgesamt 130 Sitze - (Unterwallis): 98 - SPO: 3 - neo: 7 - Mitte: 13 - FDP: 1 - SVPO: 8 | Die Mitte Unterwallis (Centre Vr)               | 29   | 27   | 32   | 33   | 38   |
| Französischsprachige ListenInsgesamt 130 Sitze - Verts: 8 - PSVr: 16 - EA: 1 - Centre Vr: 29 - PLRVr: 26 - UDCVr: 18 - (Oberwallis): 32 Deutschsprachige ListenInsgesamt 130 Sitze - (Unterwallis): 98 - SPO: 3 - neo: 7 - Mitte: 13 - FDP: 1 - SVPO: 8 | FDP.Die Liberalen (PLRVr / FDP)                 | 27   | 27   | 26   | 28   | 28   |
| Französischsprachige ListenInsgesamt 130 Sitze - Verts: 8 - PSVr: 16 - EA: 1 - Centre Vr: 29 - PLRVr: 26 - UDCVr: 18 - (Oberwallis): 32 Deutschsprachige ListenInsgesamt 130 Sitze - (Unterwallis): 98 - SPO: 3 - neo: 7 - Mitte: 13 - FDP: 1 - SVPO: 8 | Schweizerische Volkspartei Unterwallis (UDCVr)  | 18   | 15   | 16   | 15   | 7    |
| Französischsprachige ListenInsgesamt 130 Sitze - Verts: 8 - PSVr: 16 - EA: 1 - Centre Vr: 29 - PLRVr: 26 - UDCVr: 18 - (Oberwallis): 32 Deutschsprachige ListenInsgesamt 130 Sitze - (Unterwallis): 98 - SPO: 3 - neo: 7 - Mitte: 13 - FDP: 1 - SVPO: 8 | Sozialdemokratische Partei Unterwallis (PSVr)   | 16   | 12   | 9    | 10   | 13   |
| Französischsprachige ListenInsgesamt 130 Sitze - Verts: 8 - PSVr: 16 - EA: 1 - Centre Vr: 29 - PLRVr: 26 - UDCVr: 18 - (Oberwallis): 32 Deutschsprachige ListenInsgesamt 130 Sitze - (Unterwallis): 98 - SPO: 3 - neo: 7 - Mitte: 13 - FDP: 1 - SVPO: 8 | Die Mitte Oberwallis                            | 13   | 13   | 13   | 16   | 16   |
| Französischsprachige ListenInsgesamt 130 Sitze - Verts: 8 - PSVr: 16 - EA: 1 - Centre Vr: 29 - PLRVr: 26 - UDCVr: 18 - (Oberwallis): 32 Deutschsprachige ListenInsgesamt 130 Sitze - (Unterwallis): 98 - SPO: 3 - neo: 7 - Mitte: 13 - FDP: 1 - SVPO: 8 | Grüne Wallis (Les Verts / Grüne)                | 8    | 13   | 8    | 2    | 2    |
| Französischsprachige ListenInsgesamt 130 Sitze - Verts: 8 - PSVr: 16 - EA: 1 - Centre Vr: 29 - PLRVr: 26 - UDCVr: 18 - (Oberwallis): 32 Deutschsprachige ListenInsgesamt 130 Sitze - (Unterwallis): 98 - SPO: 3 - neo: 7 - Mitte: 13 - FDP: 1 - SVPO: 8 | Schweizerische Volkspartei Oberwallis (SVPO)    | 8    | 7    | 7    | 6    | 3    |
| Französischsprachige ListenInsgesamt 130 Sitze - Verts: 8 - PSVr: 16 - EA: 1 - Centre Vr: 29 - PLRVr: 26 - UDCVr: 18 - (Oberwallis): 32 Deutschsprachige ListenInsgesamt 130 Sitze - (Unterwallis): 98 - SPO: 3 - neo: 7 - Mitte: 13 - FDP: 1 - SVPO: 8 | Neo – Die sozialliberale Mitte Oberwallis (neo) | 7    | 8    | 10   | 12   | 14   |
| Französischsprachige ListenInsgesamt 130 Sitze - Verts: 8 - PSVr: 16 - EA: 1 - Centre Vr: 29 - PLRVr: 26 - UDCVr: 18 - (Oberwallis): 32 Deutschsprachige ListenInsgesamt 130 Sitze - (Unterwallis): 98 - SPO: 3 - neo: 7 - Mitte: 13 - FDP: 1 - SVPO: 8 | Sozialdemokratische Partei Oberwallis (SPO)     | 3    | 3    | 4    | 4    | 4    |
| Französischsprachige ListenInsgesamt 130 Sitze - Verts: 8 - PSVr: 16 - EA: 1 - Centre Vr: 29 - PLRVr: 26 - UDCVr: 18 - (Oberwallis): 32 Deutschsprachige ListenInsgesamt 130 Sitze - (Unterwallis): 98 - SPO: 3 - neo: 7 - Mitte: 13 - FDP: 1 - SVPO: 8 | Entremont Autrement                             | 1    | 1    | 1    | 1    | 0    |
| Französischsprachige ListenInsgesamt 130 Sitze - Verts: 8 - PSVr: 16 - EA: 1 - Centre Vr: 29 - PLRVr: 26 - UDCVr: 18 - (Oberwallis): 32 Deutschsprachige ListenInsgesamt 130 Sitze - (Unterwallis): 98 - SPO: 3 - neo: 7 - Mitte: 13 - FDP: 1 - SVPO: 8 | Christlich-soziale Partei Unterwallis (PCSVr)   | 0    | 4    | 4    | 3    | 3    |
| Französischsprachige ListenInsgesamt 130 Sitze - Verts: 8 - PSVr: 16 - EA: 1 - Centre Vr: 29 - PLRVr: 26 - UDCVr: 18 - (Oberwallis): 32 Deutschsprachige ListenInsgesamt 130 Sitze - (Unterwallis): 98 - SPO: 3 - neo: 7 - Mitte: 13 - FDP: 1 - SVPO: 8 | Freie Wähler                                    | 0    | 0    | 0    | 0    | 2    |

### Sitzverteilung nach Regionen
| Oberwallis | 2025 | 2021 | 2017 | 2013 | 2009 | 2005 |
| ---------- | ---- | ---- | ---- | ---- | ---- | ---- |
| Mitte/CVPO | 13   | 13   | 13   | 16   | 16   | 17   |
| neo/CSPO   | 7    | 8    | 10   | 12   | 14   | 15   |
| SVPO       | 8    | 7    | 7    | 6    | 5    | 1    |
| SPO        | 3    | 3    | 4    | 4    | 4    | 4    |
| FDP        | 1    | 1    | 0    | 0    | 0    | 2    |
| Grüne      | 0    | 1    | 0    | 0    | 0    | 0    |

| Mittelwallis | 2013 | 2009 |
| ------------ | ---- | ---- |
| CVP          | 18   | 22   |
| FDP          | 14   | 13   |
| SP           | 9    | 11   |
| SVP          | 8    | 4    |

| Unterwallis | 2013 | 2009 |
| ----------- | ---- | ---- |
| CVP         | 15   | 16   |
| FDP         | 14   | 15   |
| SP          | 7    | 7    |
| SVP         | 7    | 3    |